# Ван Мэнхуэй
Ван Мэнхуэй (кит. 王蒙徽, род. 29 января 1960, Яньчэн, Цзянсу) — китайский государственный и политический деятель, секретарь (глава) парткома КПК провинции Хубэй с 29 марта 2022 года.
Ранее министр жилья, городского и сельского строительства КНР (2017—2022), секретарь партийных комитетов КПК последовательно в городах Сямынь (2013—2016) и Шэньян (2016—2017), мэр города Шаньвэй (2004—2008).
Член Центрального комитета Компартии Китая 19 и 20-го созывов.

## Биография
Родился 29 января 1960 года в городском округе Яньчэн, провинция Цзянсу.
Окончил архитектурный факультет престижного Университета Цинхуа, после чего остался работать преподавателем на кафедре. Также проходил обучение в Варшавском политехническом университете . В 1993 году ушёл из академической среды в политику, свою политическую деятельность начал в уездном городе под Гуанчжоу, провинция Гуандун. В мае 2004 года избран мэром города Шаньвэй. В 2006 году получил степень магистра в инженерных технологиях.
В сентябре 2008 года назначен секретарём парткома КПК города Юньфу (Гуандун). В декабре 2011 года переведён на должность вице-губернатора провинции Фуцзянь, а в мае 2013 года стал главой горкома КПК Сямэни.
В августе 2016 года Ван Мэнхуэй получил назначение секретарём горкома КПК Шэньяна, в декабре того же года утверждён заместителем секретаря парткома КПК провинции Ляонин по должности главы горкома. В июне 2017 года назначен министром жилья, городского и сельского строительства КНР, переутверждён в этой должности 19 марта 2018 года на 1-й сессии Постоянного комитета Всекитайского собрания народных представителей 13-го созыва. В ноябре 2021 года на пресс-конференции сообщил о том, что в ходе государственного проекта предоставления гарантированного жилья по всей стране было сдано около 80 миллионов квартир, что существенно улучшило условия жизни более двухсот миллионов человек. Также министр указал на запускаемый продпроект по развитию арендного жилья, как на одну из ключевых задач Госсовета КНР с 2021 года, особо подчеркнув, что в «Китае нет и не будет трущоб» и что «жильё предназначено для проживания, а не для спекуляций».
29 марта 2022 года назначен на высшую региональную позицию секретарём (главой) партийного комитета КПК провинции Хубэй.